# Локтев, Лев Абрамович

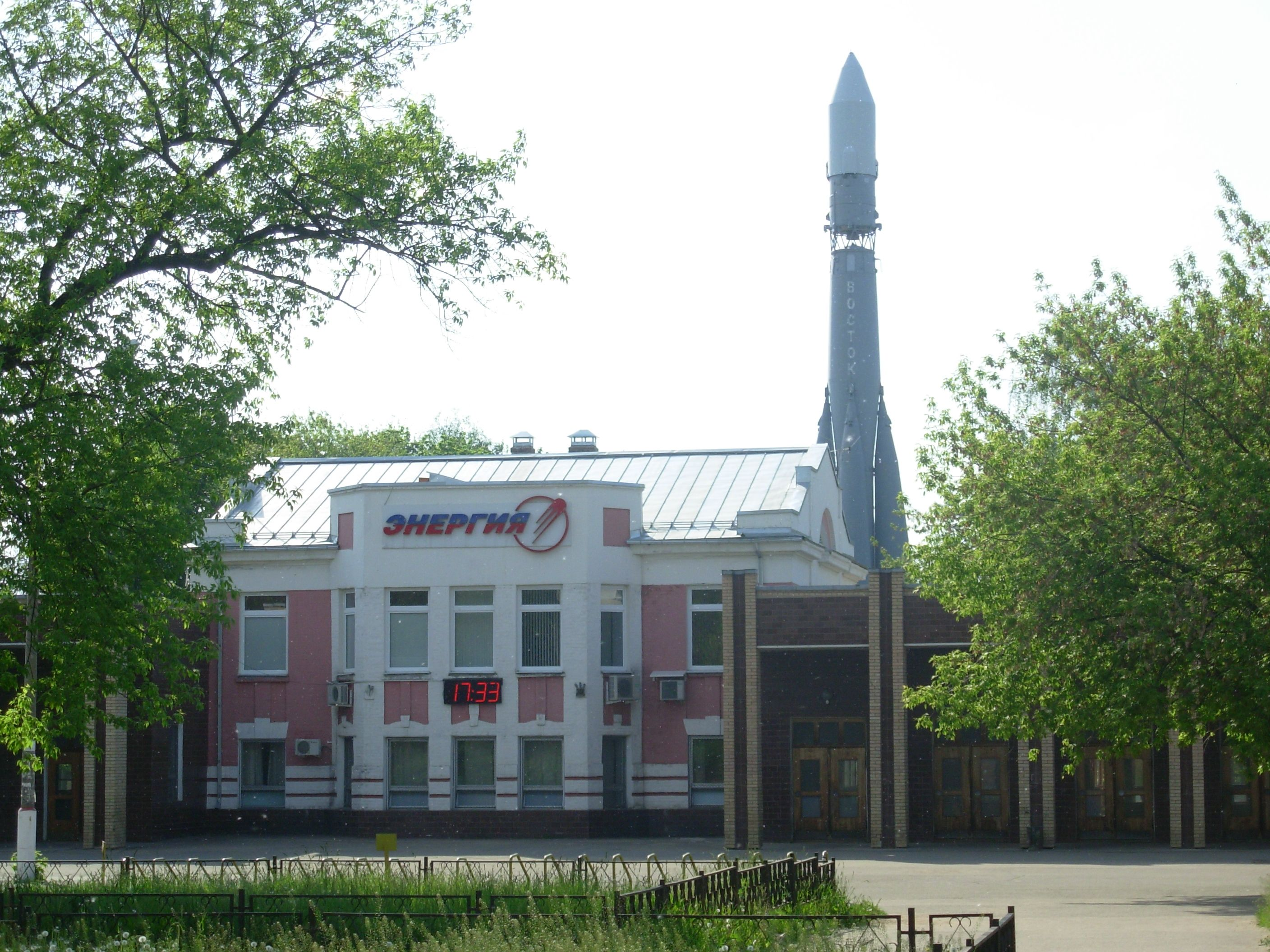
Проходная Завода № 8, № 88, РКК «Энергия».

Лев Абрамович Ло́ктев (1908—1981) — советский конструктор артиллерийского вооружения. Главный конструктор «Орудийного завода» — Завода № 8 имени М. И. Калинина в подмосковных Подлипках, ныне в черте города Королёв. Лауреат Ленинской премии.

## Биография

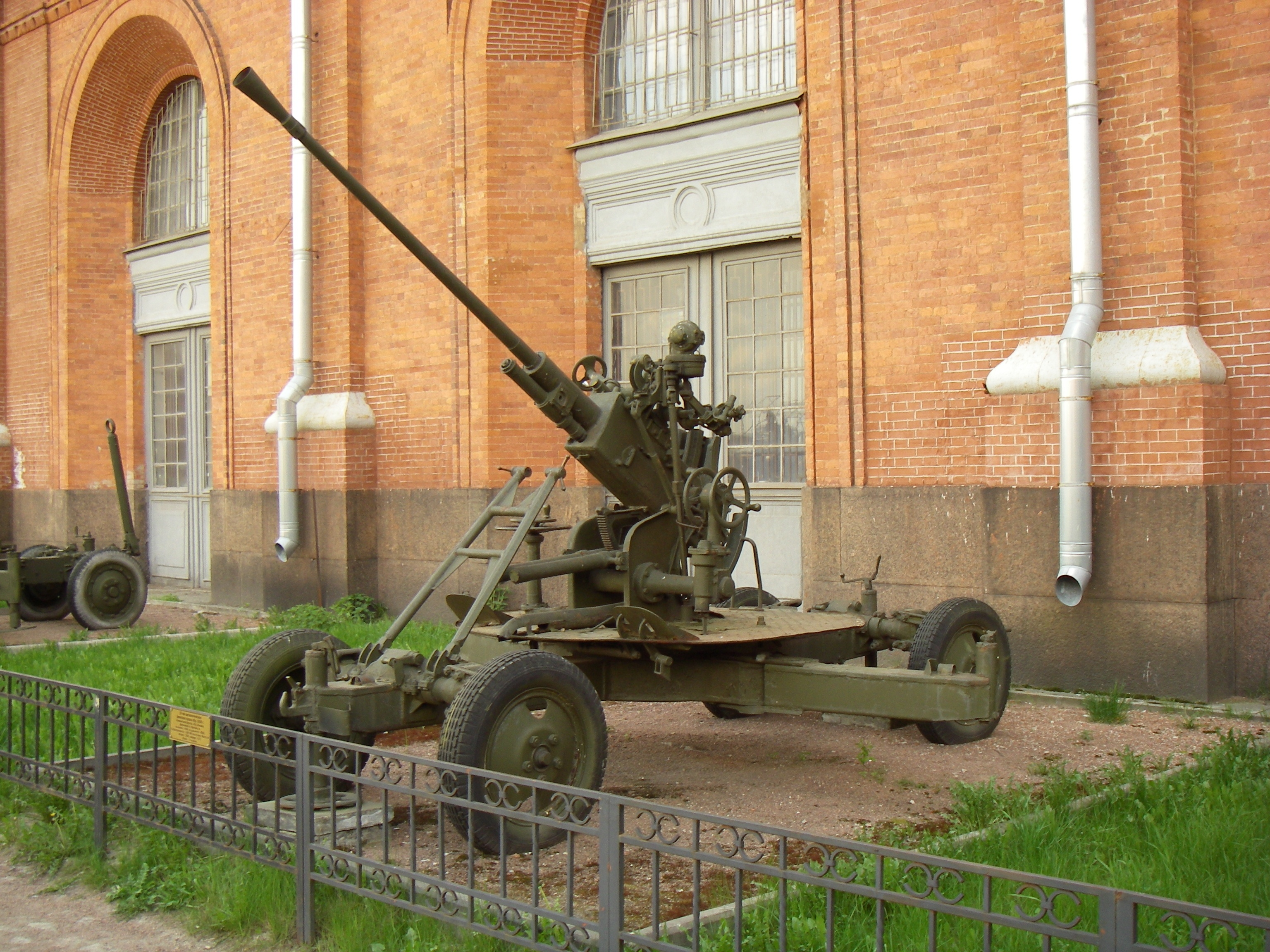
37-мм автоматическая зенитная пушка образца 1939 года (61-К).

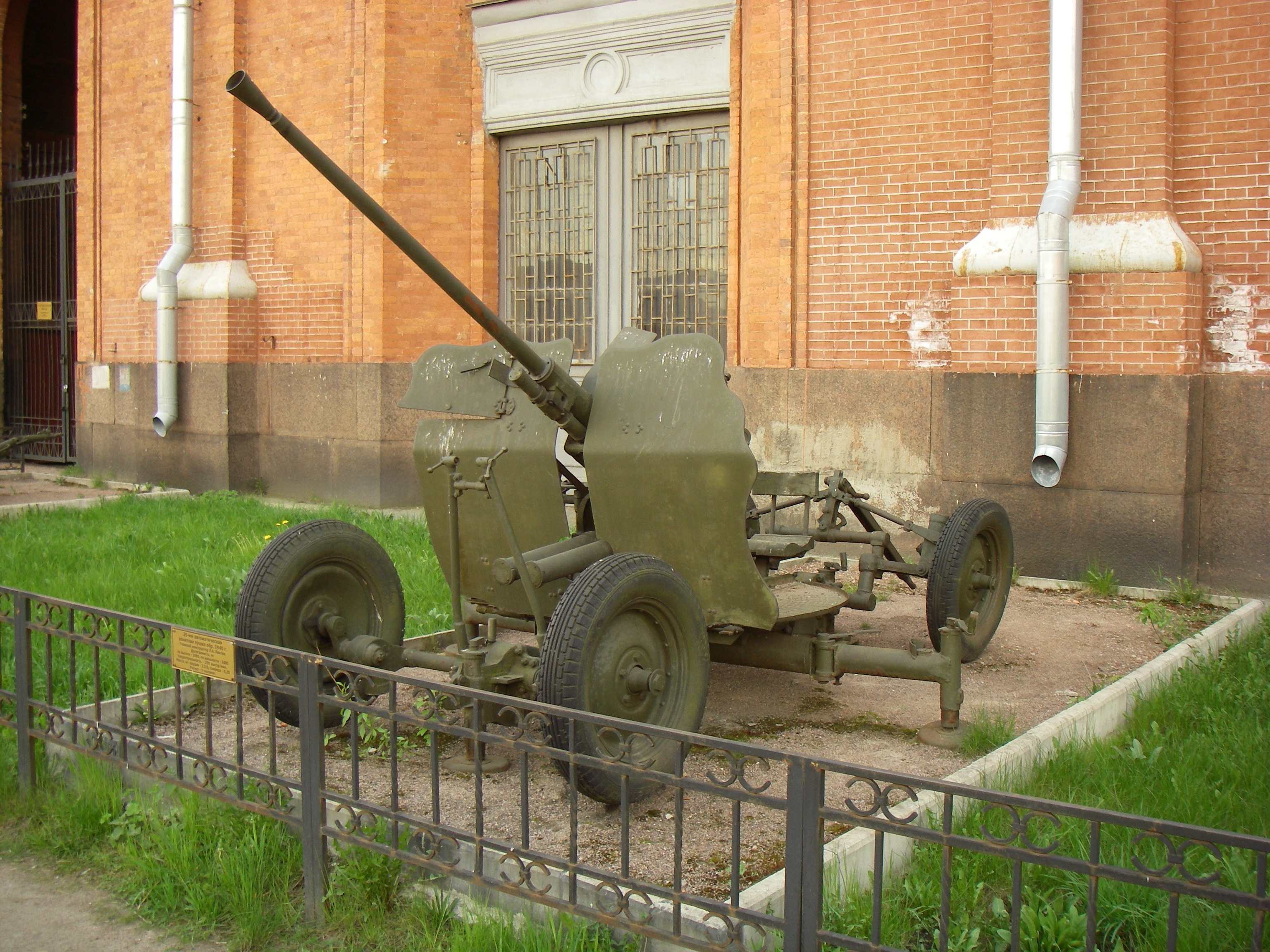
25-мм автоматическая зенитная пушка образца 1940 года (72-К).

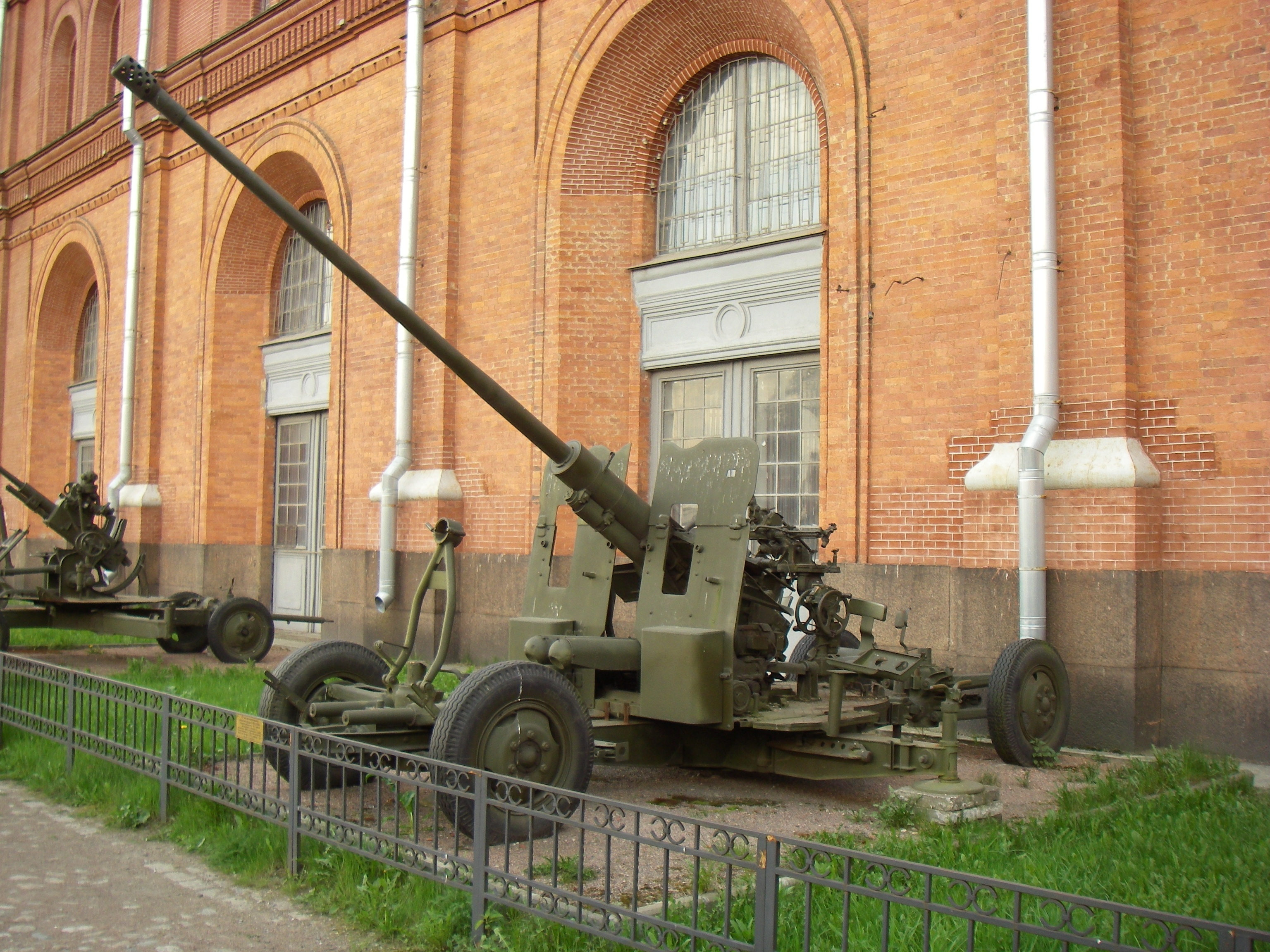
С-60 в Артиллерийском музее Санкт-Петербурга.

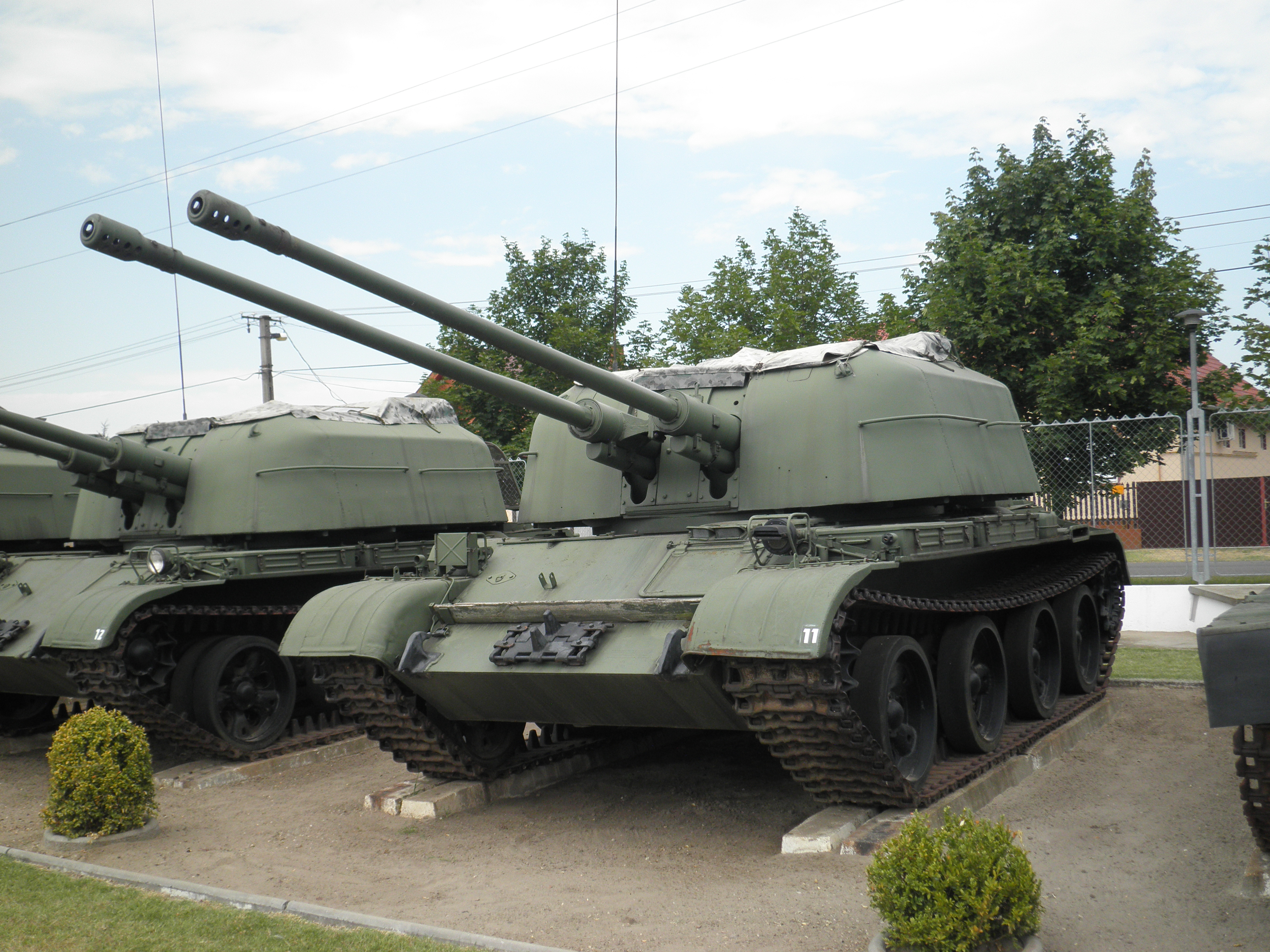
Зенитная самоходная установка ЗСУ-57-2.

- 1908 год — 25 августа родился Локтев Лев Абрамович в Киеве, младшим из восьмерых детей в еврейской семье[1][4]. Его отец, Аврум Соломонович Локтев (1875—1918), как и дед, был инженером, ведущим специалистом по паровым машинам в Киевском пароходстве, а в 1912 году создал в Киеве велосипедную мастерскую[5]. Во время первой мировой войны отец был призван на фронт и скончался от последствий газовой атаки в 1918 году, когда сыну было 9 лет. Мать — Адель Моисеевна Локтева[6].
- 1924 год — окончил общеобразовательную школу и поступил в Фабрично-заводское училище, школу-завод имени М. С. Ратманского с преподаванием на идише; одновременно работал токарем. После окончания Фабрично-заводского училища Лев Локтев поступил в Киевский политехнический институт, где проучился всего год. Из института его в составе группы студентов направили по путёвке комсомола на военно-механическое отделение Ленинградского машиностроительного института — отраслевого вуза Ленинградского политехнического института. (в 1932 году на базе этого отделения был основан Ленинградский военно-механический институт, ныне — Балтийский государственный технический университет «Военмех» имени Д. Ф. Устинова): стране нужны были конструкторы артиллерийских систем.

## Трудовая деятельность
- 1933 год — Лев Локтев[7] окончил институт, защитил дипломный проект и был направлен работать на Завод № 8 Народного Комиссариата вооружения СССР в подмосковном посёлке Подлипки. Первые выпуски артиллеристов были весьма удачными. Многие, учившиеся в ЛМИ имени Д. Ф. Устинова, вскоре стали ведущими специалистами и руководителями в оборонной промышленности: будущий Министр вооружения и Министр обороны СССР Д. Ф. Устинов, его заместитель В. М. Рябиков, М. Олевский, Н. Носовский и многие другие. С момента появления на заводе начинается активная трудовая деятельность Локтева Л. А. в области создания образцов артиллерийского вооружения. Здесь Локтев проработает последовательно на должностях конструктора, инженера-конструктора, заместителем начальника цеха, начальника отделения цеха, старшего инженера-конструктора, заместителя Главного конструктора,
- 1940 год — Главный конструктор[2] Завода № 8, после смерти Главного конструктора Логинова Михаила Николаевича. Руководил созданием 37-мм автоматической зенитной пушки образца 1939 года (61-К) и 25-мм автоматической зенитной пушки образца 1940 года (72-К), 37 и 45-мм палубных зенитных автоматов, 37-мм спаренных палубных и 37-мм башенных автоматических зенитных установок, принятых на вооружение Советской Армией и ВМФ.
- 1941 год — октябрь. Завод № 8 был эвакуирован в Свердловск, Пермь и Воткинск. С одним из последних эшелонов Л. А. Локтев отбывает в Пермь, работает там заместителем Главного конструктора. Здесь, в Перми, были разработаны положения, которые легли в основу новой автоматической 57-мм зенитной пушки (С-60).
- 1942 год — декабрь. Возвращается с заводом в Калининград (ныне город Королёв), работает Главным конструктором, затем заместителем директора и Главного конструктора в НИИ-58. Однако завод начинает ориентироваться на ракетную технику, а Л. Локтев ни о чём, кроме артиллерии, и слышать не хотел. Эта его нацеленность и привела к тому, что он распрощался с престижной должностью.
- 1943 год — июль. Был переведён руководством НКВ СССР в Центральное артиллерийское конструкторское бюро (ЦАКБ) на должность начальника отдела. ЦАКБ — так вначале назывался НИИ-58, где директором и Главным конструктором был В. Г. Грабин, перебазировавшийся с коллективом в подмосковный Калининград с Горьковского завода № 92 в 1942 году.
- 1949 год — первая публикация[8] о Л. Локтеве: «Советские конструкторы В. Г. Грабин, Ф. Ф. Петров, М. Н. Логинов, Л. А. Локтев и многие другие сделали весьма совершенные образцы артиллерийского вооружения».
- 1950 год — Вслед за 57-мм зенитной пушкой (С-60), на её основе была разработана и принята на вооружение самая мощная в мире серийная зенитная самоходная установка ЗСУ-57-2 (с двумя стволами 57-мм зенитки в варианте С-68). Её часто можно было видеть на демонстрациях военной техники во время парадов на Красной площади.
- 1959 год — по решению Н. С. Хрущёва работы по разработке артиллерийского вооружения в стране были свёрнуты, причём так круто, что была уничтожена сама конструкторская и технологическая документация. В этих условиях, не видя перспективы, часть коллектива НИИ-58 во главе с Л. А. Локтевым перешла в июне 1959 года в ОКБ-10 НИИ-88, которое возглавлял артиллерист Е. В. Чарнко. Здесь Л. А. Локтев принял активное участие в работе, инициированной С. П. Королёвым. Он обратился к Е. В. Чарнко с просьбой взять на себя отработку подводного старта с использованием жидкостной ракеты Р-11Ф.

Первый этап отработки — старт со всплывшей подводной лодки к этому времени был завершён под руководством заместителя С. П. Королёва — А. П. Абрамова. У Главного конструктора ОКБ-10 были сомнения в технической возможности именно подводного старта, но продвижение американцев в этом направлении заставляло задуматься.
Работы завершились тремя успешными подводными пусками на Белом море в районе Северодвинска. Представители ВМФ были удовлетворены, а по результатам испытаний в ОКБ-10 был составлен отчёт. С. П. Королёв высоко оценил эту работу, откровенно признавшись Е. В. Чарнко, что слабо верил в её успех.
Так в 1959 году экспериментально была доказана техническая возможность старта ракеты с ЖРД c большой глубины, выработаны рекомендации для осуществления такого старта, откорректирована конструкторская документация.
А вскоре Е. В. Чарнко и его заместитель А. Галкин были вызваны в ЦК КПСС, где коллективу ОКБ-10 предложили перебазироваться в Миасс для развёртывания серийных работ. Евгений Чарнко, перенёсший к этому времени инфаркт, от этого предложения отказался, считая, что работы могут быть проведены в Калининграде. Вслед за ним ехать в Миасс отказался и весь коллектив. Несмотря на эту ситуацию, высоко оценивая работу по разработкам в области подводного старта, Директор НИИ-88 А. С. Спиридонов собирался выдвинуть её на соискание Ленинской премии. Однако отказ ОКБ-10 от предложения, исходящего из аппарата ЦК КПСС, привёл к наказанию «строптивого» коллектива — заслуженных наград не последовало. А в скором времени ОКБ-10 было переведено на предприятие С. П. Королёва под начало его заместителя И. П. Садовского, занимавшегося разработкой твердотопливных ракет. Тут Л. А. Локтев проработал до выхода на пенсию.

## Выход на пенсию
- 1969 год — декабрь. Выход на пенсию.
- 1981 год — 28 апреля смерть Локтева Льва Абрамовича. Похоронен на Ваганьковском кладбище, участок № 16.

## Воспоминания
- Вспоминает М. Олевский, который в 1940 году стал Главным инженером крупнейшего в стране артиллерийского завода № 92 в городе Горьком:

«Благодаря своим глубоким теоретическим знаниям, большому трудолюбию и настойчивости Л. Локтев очень скоро стал выделяться среди своих сверстников. Именно его Главный конструктор завода № 8 М. Логинов делает вскоре своим заместителем, и в периоды частых болезней М. Логинова (у него был туберкулёз, от которого он умер молодым) Л. Локтев выполнял обязанности Главного конструктора. Л. Локтев, уже будучи заместителем Главного конструктора, а потом и Главным конструктором, оставался очень доступным. Не было дня, чтобы он не приходил в цех. Работникам цеха не нужно было за ним бегать. Стремительная карьера не изменила манеру поведения Л. Локтева.»
- 1964 год — работы Л. А. Локтева были оценены в фундаментальном труде «История отечественной артиллерии» (том 3, книга 8, М-Л, 1964 год):

К началу 1933 года проблема создания малокалиберной зенитной артиллерии (МЗА) не была решена. Первых творческих успехов добился коллектив конструкторов под руководством инженера Л. А. Локтева. В 1939 году он создал 37-мм зенитную пушку, которая вскоре была принята на вооружение под названием: 37-мм автоматическая зенитная пушка образца 1939 года (61-К). Эта пушка обладала высокой боевой скорострельностью и позволяла вести огонь как очередями, так и непрерывным огнём, что значительно повысило эффективность зенитной стрельбы. Она явилась мощным средством борьбы против авиации противника, действующей на высотах до 2,5 — 3,0 километров.
- 1968 год — Публикация в Юбилейном сборнике «50 лет Вооруженных сил СССР» (ВоенИздат МО СССР, Москва, 1968 год) и в многих других:

Замечательный вклад в дело оснащения Вооружённых Сил высококачественным оружием и боевой техникой внесли учёные-теоретики и конструкторы танков, самолётов, артиллерии, стрелкового оружия и боевых судов А. А. Благонравов, В. Г. Грабин, В. А. Дегтярёв, Н. Л. Духов, И. И. Иванов, С. В. Ильюшин, С. П. Королёв, Л. А. Локтев и другие.
- 1978 год — к 70-летию Л. А. Локтева журнал «Техника и вооружение» (№ 8, 1978 год) в частности, писал:

При активном участии и под руководством Л. А. Локтева в предвоенные годы создаются 37-мм автоматическая зенитная пушка образца 1939 года (61-К), 25-мм автоматическая зенитная пушка образца 1940 года (72-К) автоматические зенитные пушки, 37-мм и 45-мм палубные зенитные автоматы, 37-мм спаренная палубная и 37-мм башенная автоматические зенитные установки — весьма эффективные средства борьбы с низколетящими самолётами противника. Все эти орудия были приняты на вооружение Красной Армии и Военно-Морского Флота СССР. По своим тактико-техническим данным, надёжности, живучести, простоте устройства, удобству обслуживания и эксплуатации эти зенитные автоматы не уступали аналогичному вооружению других государств.
Автоматические зенитные пушки, созданные под руководством Л. А. Локтева, сыграли важную роль во время Великой Отечественной войны в защите от ударов с воздухов таких важных промышленных центров, как Москва, Ленинград, Баку. Они применялись при обороне Одессы, Сталинграда, Тулы и других городов.

## Семья
- Жена (с 1934 года) — Хана Мордковна Литвинская. Сын Александр (1936), дочь Ирина.
- Племянник — Абрам Давидович Локтев, советский учёный в области станкостроения и металлообработки.

## Награды и премии
- Сталинская премия II степени (14 марта 1941) — за конструкцию новых образцов артиллерийского вооружения
- Сталинская премия II степени (1943) — за разработку нового типа артиллерийского вооружения
- Сталинская премия I степени (1950)[2] — за работу в области вооружения
- Ленинская премия[9].
- орден Ленина
- орден Красной Звезды
- медали